# Ayuntamiento de Quebec
El Ayuntamiento de Quebec (en francés: Hôtel de ville de Québec) es la sede del gobierno local de Quebec, Quebec, Canadá. Fue inaugurado el 15 de septiembre de 1896 y está situado en el centro histórico de Quebec. El edificio se encuentra en un terreno inclinado debido a que fue construido en una colina, que albergó el colegio de los jesuitas desde la década de 1730 hasta 1878.
El ayuntamiento fue designado como sitio histórico nacional de Canadá en 1984, y se encuentra en el Arrondissement historique du Vieux-Québec («distrito histórico del centro histórico de Quebec»), un distrito que fue designado bajo la legislación provincial en materia de patrimonio en 1963 y declarado Patrimonio de la Humanidad en 1985.
Situado en la Rue des Jardins y diseñado por el arquitecto Georges-Émile Tanguay (1858-1923), es el segundo ayuntamiento permanente del centro histórico de la ciudad. Desde 1842 hasta 1896 el ayuntamiento se encontraba en la casa del mayor general William Dunn del Ejército Británico, hijo del antiguo administrador Thomas Dunn (teniente de gobernador), situada en la Rue Saint-Louis y la Rue Sainte-Ursule. Antes de 1842 el gobierno de la ciudad se encontraba dispersado en varios lugares. El Consejo Municipal de Quebec fue fundado formalmente en 1833.
El edificio usa una mezcla de elementos clásicos, medievales y de estilo château.